# روندونوپلیس
روندونوپلیس (به پرتغالی: Rondonópolis) یک شهر در برزیل است که در ماتو گروسو واقع شده‌است.

## خصوصیات
روندونوپلیس  ۲۰۲٬۳۰۹ نفر جمعیت دارد و ۲۲۷ متر بالاتر از سطح دریا واقع شده‌است.